# Copris compressipennis
Copris compressipennis är en skalbaggsart som beskrevs av Gillet 1910. Copris compressipennis ingår i släktet Copris och familjen bladhorningar. Inga underarter finns listade i Catalogue of Life.